# Gare de Xi'an-Nord
La gare de Xi'an-Nord est une gare ferroviaire chinoise situé à Xi'an, elle a été mise en service en 2011.